# Odontocera vittipennis
Odontocera vittipennis là một loài bọ cánh cứng trong họ Cerambycidae.